# Piscataway (New Jersey)
Piscataway Township – miejscowość w hrabstwie Middlesex w stanie New Jersey w USA. Piscataway Township jest zarządzany na zasadzie Faulkner Act.
- Liczba ludności (2000) – ok. 50,5 tys.
- Powierzchnia – 49,1 km², z czego 48,6 km² to powierzchnia lądowa, a 0,5 km² wodna